# Goa trance
Goa trance er en form for elektronisk musik, der er en del af trance musik familien, og er oftest refereret til som Goa. Goa opstod i de sene 1980'ere og starten af 1990'erne i Goa regionen i Indien. Goa trance havde mest succes fra omkring 1994 til 1998, herfra er det gået ned ad bakke med udbredelsen og produktionen, og den er gradvist blevet erstattet af efterfølgeren, psykedelisk trance eller psy trance.